# Marx Schickhardt
Marx Schickhardt (* 25. April 1505 in Herrenberg; † 1555 ebenda) war ein württembergischer Kunstschreiner. Er war ein Sohn des Bildschnitzers Heinrich Schickhardt des Älteren, ein Bruder des Malers Hans Schickhardt und ein Onkel des berühmten Baumeisters Heinrich Schickhardt.

## Leben
Marx Schickhardt war ein Sohn des Heinrich Schickhardt und seiner Ehefrau Margreta geb. Homel. Vom Vater erlernte er das Schreinerhandwerk. Im Unterschied zu ihm, der immer wieder künstlerische Arbeiten ausführte, beschränkte sich Marx weitgehend auf das Handwerkliche. Er wird 1526 zum ersten Mal in den Steuerlisten als Schreiner erwähnt. Zunächst arbeitete er als Geselle in der Werkstatt seines Vaters. So half er ihm 1537, als dieser im Zusammenhang mit dem Bildersturm beauftragt wurde, sein Chorgestühl zu zerlegen und aus der Kirche zu entfernen. Nach dem Tod des Vaters 1540 übernahm er dessen Werkstatt.
1548/49 war er mit der Wiederherrichtung des Altars von Jörg Ratgeb in der Herrenberger Stiftskirche beauftragt und besserte dabei Schäden an den beiden Altären, sowie die Tafeln im Presbyterium aus. Dies waren zum Teil Malerarbeiten; er malte auf einer Tafel den „englischen Gruß“, auf einer andern einen „Geschweif“. Er bekam auch immer wieder Aufträge von der Stadt (Rechnungen von 1552/53 und 1555/56).
Sein Sohn Paul Schickhardt (* 1548; † 29. November 1609), langjähriger Pfarrer in Mittelstadt, war der erste Akademiker unter den schwäbischen Schickhardts.